# Diecezja Limoeiro do Norte
Diecezja Limoeiro do Norte (łac. Dioecesis Limoëirensis) – diecezja Kościoła rzymskokatolickiego w Brazylii. Należy do metropolii Fortaleza, wchodzi w skład regionu kościelnego Nordeste I. Została erygowana przez papieża Piusa IX bullą Ad dominicum cuiusvis w dniu 7 maja 1938.